# La Misión (Cabimas)
La Misión es uno de los sectores que conforman la ciudad de Cabimas, en el estado Zulia, en Venezuela. Pertenece a la parroquia Ambrosio.

## Contexto histórico
La Misión es el sector más antiguo de Cabimas, donde fue fundada la ciudad, sin embargo por mucho tiempo constituyó un pueblo aparte de La Rosa y Punta Icotea. En dicho sitio fue fundada en 1758 la Misión de San Antonio de Punta de Piedra por frailes capuchinos. En 1774 fue visitada por el obispo Mariano Martí. Durante la guerra de independencia la Misión fue cerrada por órdenes del ejército patriota (dado el apoyo del clero a la Corona)y abandonada, sus ruinas se cayeron, el nombre quedó y sus restos fueron encontrados en 1990 por la sociedad arqueológica de Cabimas que encontró una llave, losas del tejado, entierros indígenas entre otros artefactos.

## Ubicación
La misión se encuentra entre el Distribuidor el Rosario al Norte (se puede considerar que se extiende hasta el río Mene y el Municipio Santa Rita), el sector Sara Reyes al Sur (carretera F), el lago de Maracaibo al oeste y la Av Intercomunal (sector Los Olivos  (Cabimas)) al este. Entre la Av Intercomunal, la Av Andrés Bello y la F, la Misión tiene la forma de un triángulo.

## Zona Residencial
En la Misión se encuentra el estadio la Misión, adónde llega la procesión de San Benito de Palermo, el reten judicial de Cabimas. Las viviendas de la Misión son todas del siglo XX no quedando nada de su patrimonio arquitectónico. En la Misión se han encontrado restos de la antigua Misión y de un cementerio indígena.

## Vialidad y Transporte
Por la Misión pasa la línea Ambrosio por la Av Andrés Bello.

## Sitios de Referencia
- E/S Táchira. Av Intercomunal con av Andrés Bello
- Retén Judicial de Cabimas. Av Andrés Bello
- Distribuidor el Rosario. Av Intercomunal con Andrés Bello y Pedro Lucas Urribarri
- Escuela Pedro Lucas Urribarrí. Av Andrés Bello
- Estadio San Benito. Av Andrés Bello con calle Deporte